# Vườn quốc gia Guadeloupe
Vườn quốc gia Guadeloupe (Quất Lập, tiếng Pháp: Parc national de la Guadeloupe) là một vườn quốc gia nằm ở Guadeloupe, một bộ phận ở nước ngoài của Pháp nằm trong Quần đảo Leeward, khu vực đông Caribe. Khu dự trữ thiên nhiên Grand Cul-de-Sac Marin (Réserve Naturelle du Grand Cul-de-Sac Marin) là một khu bảo tồn biển tiếp giáp với vườn quốc gia và được kết hợp quản lý cùng nhau. Cùng với nhau, khu bảo tồn quần đảo Guadeloupe (L'Archipel de la Guadeloupe) là một khu dự trữ sinh quyển thế giới của UNESCO.

## Lịch sử
Hội đồng Guadeloupe thành lập vườn quốc gia Guadeloupe vào năm 1970 để công nhận tính đa dạng sinh học của các khu rừng nhiệt đới và rừng núi cao đảo Basse-Terre. Mặc dù ban đầu nó được đặt dưới sự quản lý của Cục Lâm nghiệp, nhưng sau đó một đề xuất vào năm 1977 để thành lập một vườn quốc gia để cải thiện công tác quản lý và kiểm soát các vùng đất. Những đề xuất này đã thành hiện thực vào ngày 20 tháng 2 năm 1989 với việc thành lập chính thức Vườn quốc gia Guadeloupe.
Khu dự trữ thiên nhiên Grand Cul-de-Sac Marin được thành lập vào năm 1987, và sau đó đặt dưới sự quản lý của vườn quốc gia. Năm 1992, Vườn quốc gia Guadeloupe được quốc tế công nhận khi vùng lõi và khu dự trữ thiên nhiên Grand Cul-de-Sac Marin được công nhận như là một khu dự trữ sinh quyển thế giới bởi UNESCO.
Trong hầu hết lịch sử của nó, vườn quốc gia Guadeloupe được biết đến là vườn quốc gia bên ngoài nước Pháp duy nhất. Tuy nhiên, nó không còn là duy nhất nữa khi vào năm 2007, hai vườn quốc gia Réunion (Réunion) và vườn quốc gia Guiana (Guiana thuộc Pháp) cũng được thành lập.

## Địa lý

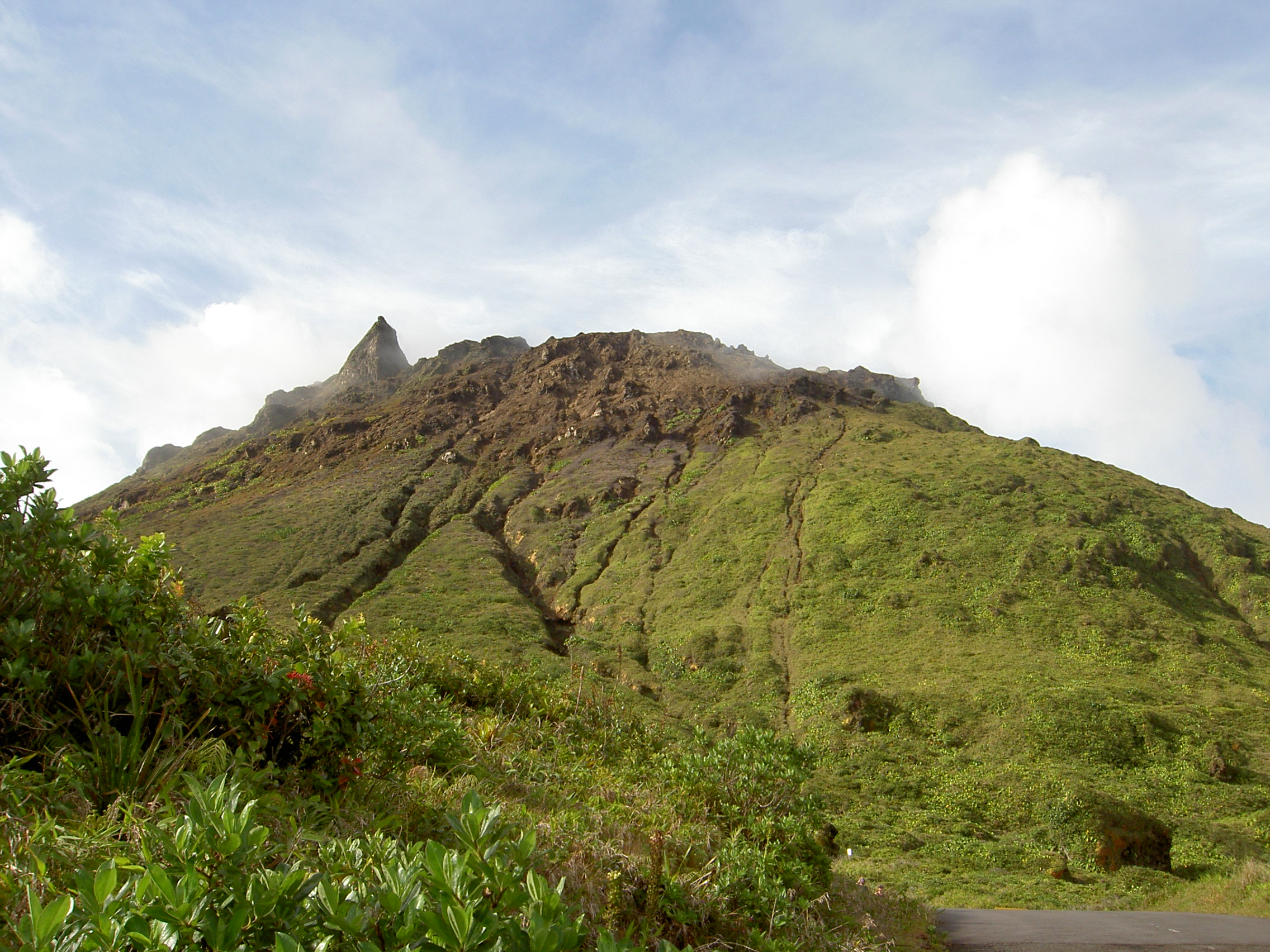
Đỉnh La Soufrière, điểm cao nhất tại vườn quốc gia

Các ranh giới của vườn quốc gia bao gồm một khu vực vùng lõi có diện tích 173 km vuông (43.000 ha), và một vùng đệm rộng 162 km vuông (40.000 ha). Khu dự trữ thiên nhiên Grand Cul-de-Sac Marin có diện tích 21 km vuông (5.200 ha) trên biển, và 16 km vuông (4.000 ha) mặt đất.
Khu vực lõi bao gồm 10% tổng số diện tích lãnh thổ Guadeloupe, 2/3 diện tích các khu rừng nhiệt đới, và bao gồm một loạt các khu vực có độ cao từ khoảng 250 mét đến đỉnh các khối núi, cao nhất tại 1.467 mét (4.813 ft). Điểm cao nhất trong vườn quốc gia là đỉnh La Soufrière, một núi lửa vẫn còn đang hoạt động. Đỉnh núi đáng chú ý khác bao gồm: Echelle (1.397 mét), Grand-Sans-Toucher (1.354 mét), và hai đỉnh núi song sinh Mamelles (768 mét).
Vườn quốc gia bao trùm lên các khu vực đất đai của 11 xã: Vieux-Habitants, Bouillante, Pointe-Noire, Lamentin, Petit-Bourg, Goyave, Capesterre-Belle-Eau, Trois-Rivières, Gourbeyre, Saint-Claude và Baillif.

## Thảm thực vật
Vườn quốc gia Guadeloupe có thể được chia thành ba hệ sinh thái:

### Rừng mưa nhiệt đới
Các khu rừng mưa nhiệt đới thay đổi tùy thuộc vào độ cao khác nhau.
- Các khu vực thấp (dưới 500 mét) là khu vực vùng đệm, bao gồm các loại gỗ Gụ, gỗ Hồng mộc, và Tòng chi. Khu vực sinh thái này cũng được sử dụng cho sản xuất nông nghiệp, bao gồm các nông trại chuối và cây lương thực.
- Rừng núi ẩm bao gồm 80% diện tích vùng lõi của vườn quốc gia (ở độ cao từ 300-1.000 mét). Hệ sinh thái dày đặc và um tùm này nuôi dưỡng sự đa dạng lớn các loài thực vật. Nhiều loài cây trong số đó đat tới độ cao 30 mét (Dacryodes excelsa,Sloanea caribaea, Dẻ); cây tầm trung đạt độ cao khoảng 6-10 mét (Parinari campestris,Trúc đào); cây bụi và cây thân thảo dưới 10 mét (Cọ núi, Chuối pháo, Dương xỉ); và các loài cây phụ sinh (Philodendron,Họ Lan).
- Các khu rừng có độ dốc cao trên 1.000 m (3.300 ft), có diện tích ít hơn nhiều so với các khu rừng khác của vườn quốc gia, do điều kiện cực kỳ ẩm ướt và mây che phủ liên tục. Các khu rừng này giống như thảo nguyên.

### Rừng ven biển

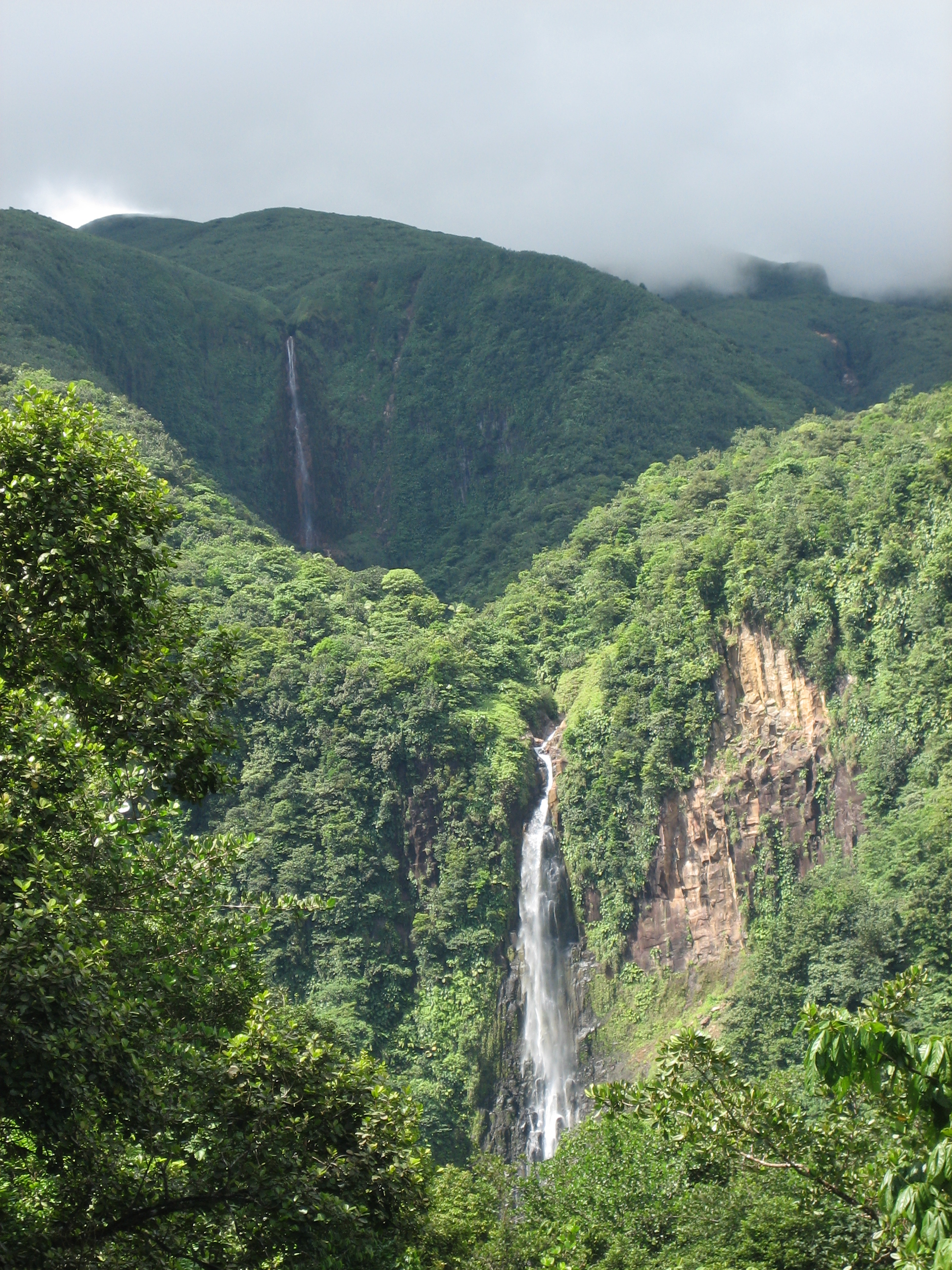
Thác nước Carbet.

Thảm thực vật ở vùng ven biển phải đối mặt với những thách thức bởi độ mặn trong không khí và đất, nhiệt độ cao và những cơn gió biển. Loài thực vật đáng chú ý trong môi trường này bao gồm Lê và Nho biển.

### Rừng ngập mặn
Khu dự trữ thiên nhiên Marin Grand Cul-de-Sac bao gồm các khu rừng ngập nước ven biển bị ngập vĩnh viễn hoặc không liên tục, chiếm gần một nửa số các đầm lầy ngập mặn của Guadeloupe (37 km vuông trong tổng số 80 km vuông).

## Động vật hoang dã
Do tại đây có lịch sử săn bắn trong một khoảng thời gian dài nên đời sống động vật hoang dã trong vườn quốc gia còn hạn chế sự đa dạng trong các quần thể. Một số loài bao gồm vẹt và vẹt đuôi dài đã biến mất hoàn toàn.
Vườn quốc gia có 17 loài động vật có vú, phổ biến nhất là gấu mèo Guadeloupe (Procyon lotor minor), dơi (hai loài trong số đó là loài đặc hữu của Guadeloupe), Cầy lỏn và loài đang có nguy cơ tuyệt chủng Agouti. Cơ quan quản lý vườn quốc gia đang có kế hoạch tái tạo lại loài lợn biển, loài đã bị tuyệt chủng trong Guadeloupe.
Vườn quốc gia có 33 loài chim, và người ta có thể dễ dàng bắt gặp các loài chim ruồi, Cốc biển, Hoét, Đa đa, bồ câu, Đớp ruồi, bồ nông và loài đặc hữu của đảo, chim gõ kiến Guadeloupe.